# قسم الولاء (الولايات المتحدة)

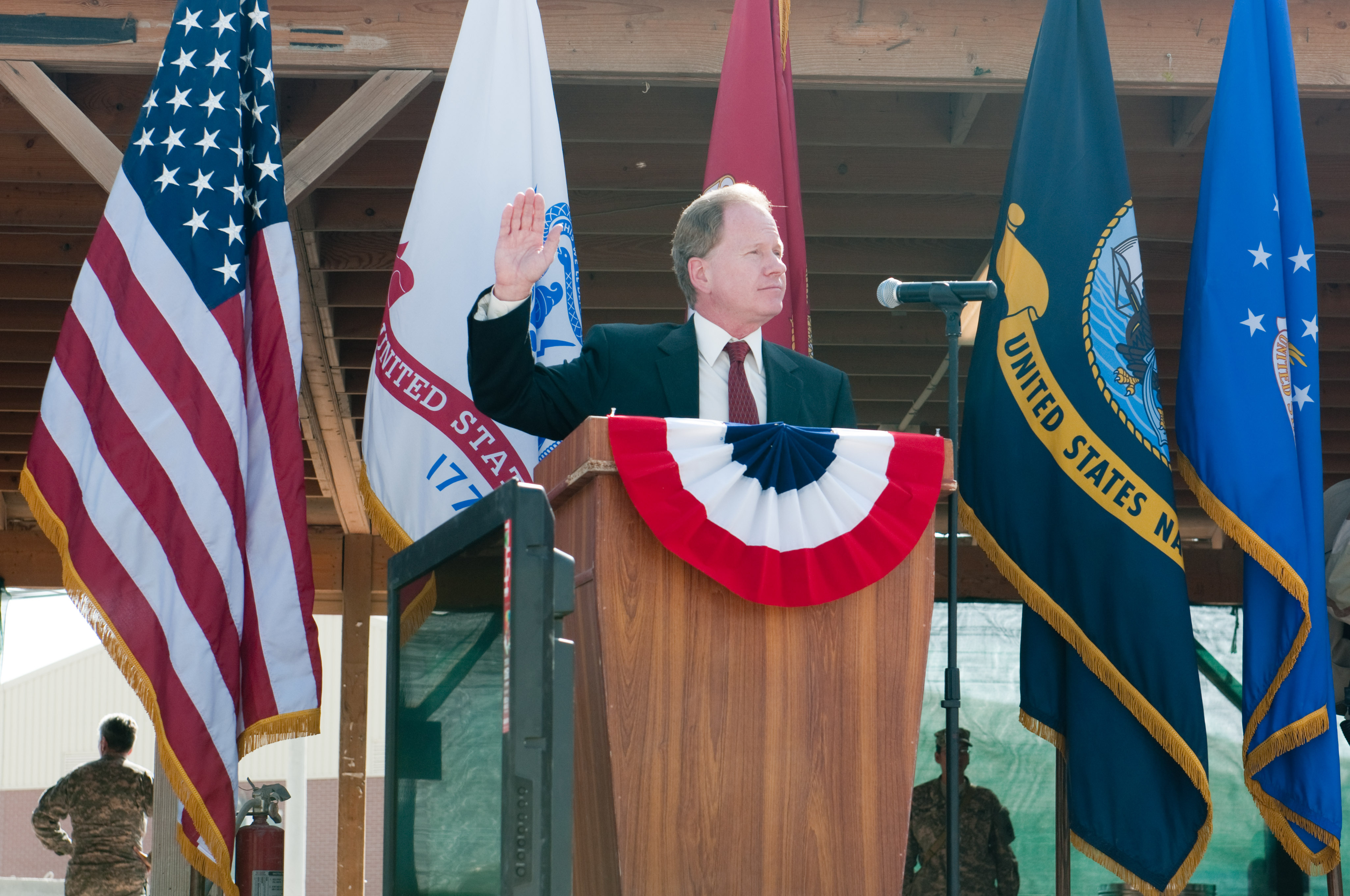
مسؤول من دائرة خدمات المواطنة والهجرة الأمريكية يؤدي قسم الولاء لمجموعة من العسكريين الأمريكيين خلال حفل التجنس في مطار قندهار في أفغانستان.

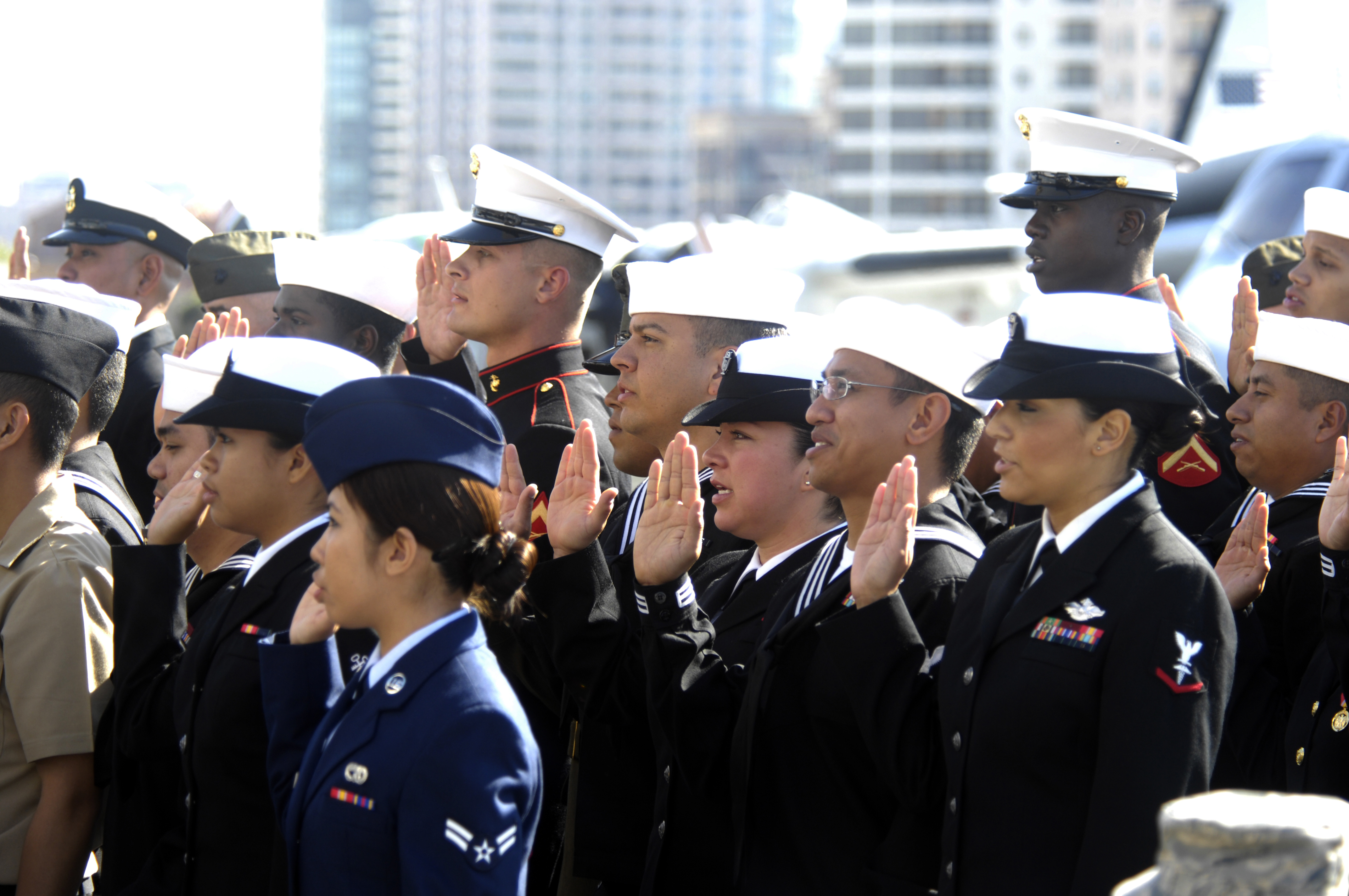
أفراد من الجيش الأمريكي يؤدون قسم الولاء في متحف يو إس إس في سان دييغو ، كاليفورنيا ، في عام 2010.

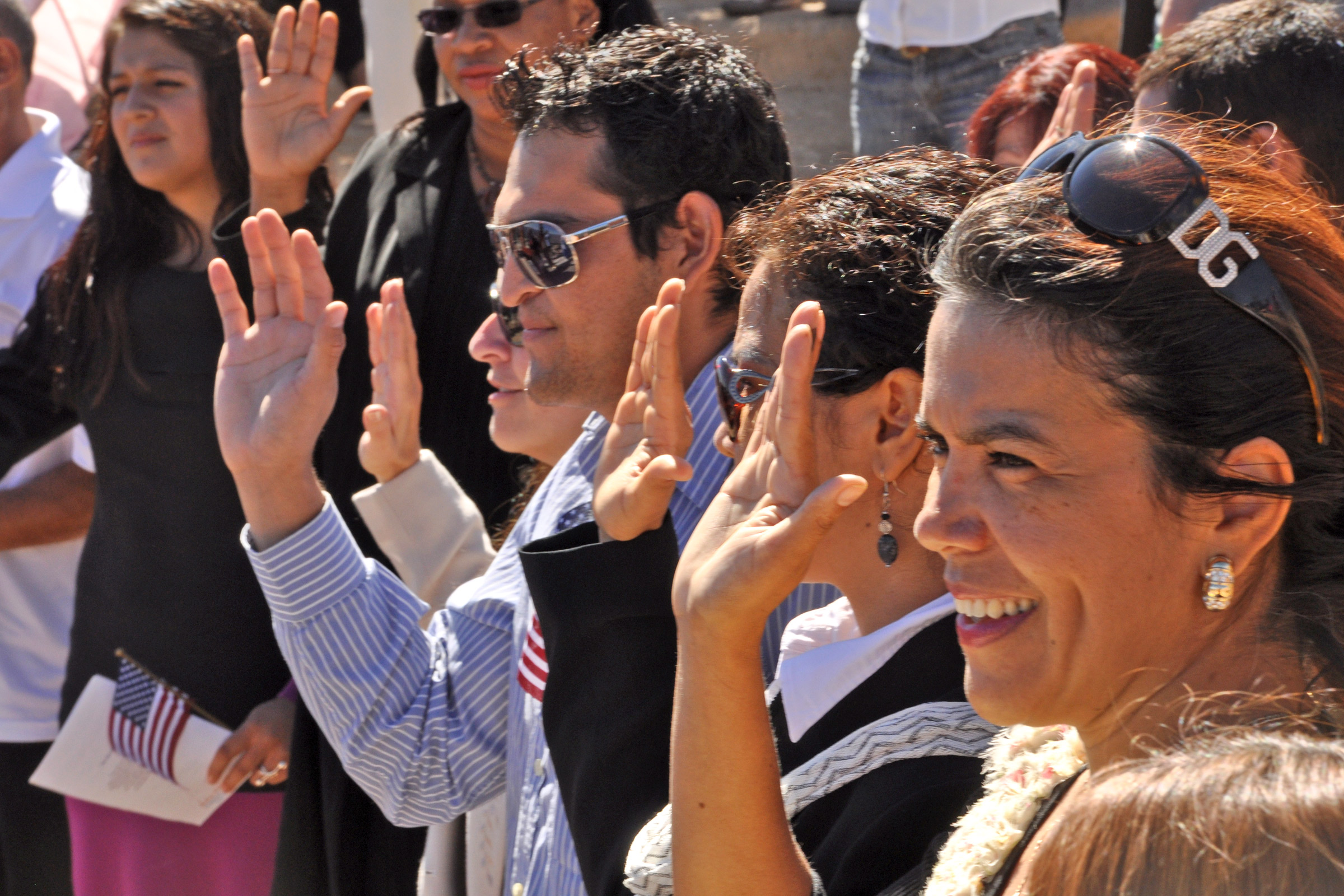
مهاجرون قانونيون يؤدون قسم الولاء في حديقة جراند كانيون الوطنية في ولاية أريزونا ، في عام 2010.

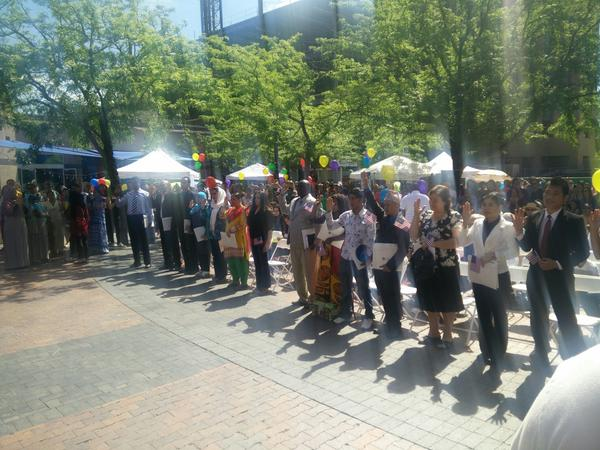
15 شخصًا من عشر دول يؤدون قسم الولاء في يوم اللاجئ العالمي في بويز ، أيداهو ، في عام 2015.

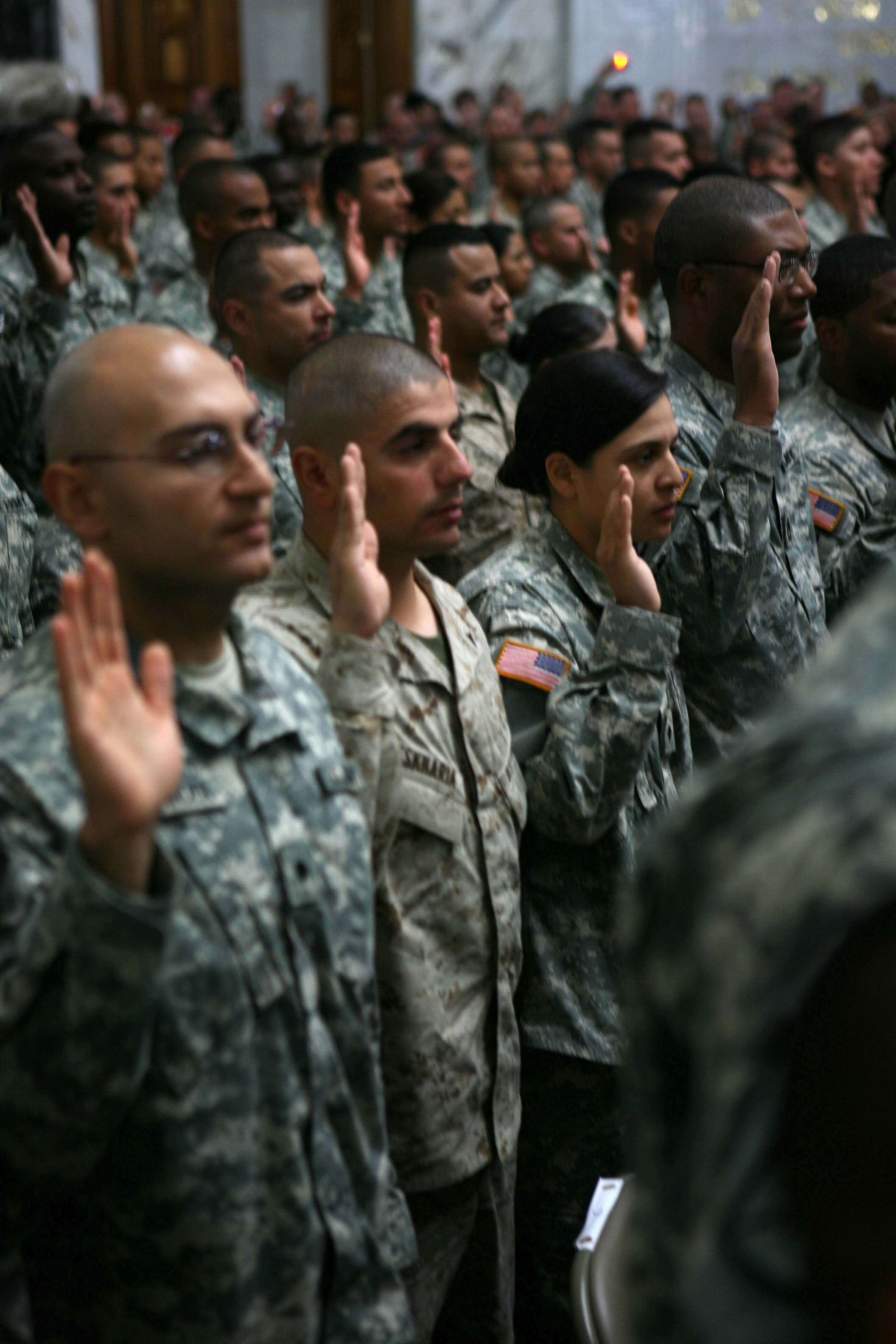
أفراد من الجيش الأمريكي يؤدون قسم الولاء في بغداد ، العراق ، عام 2008.

قسم الولاء للولايات المتحدة هو قسم الولاء الرسمي الذي يجب أن يقوم به كل مقيم دائم شرعي يرغب في أن يصبح من مواطني الولايات المتحدة.
يمكن إدارة قسم الولاء للولايات المتحدة بواسطة أي قاضي هجرة أو أي موظف مفوض من خدمات المواطنة والهجرة بالولايات المتحدة، بما في ذلك أي قاضٍ فيدرالي مؤهل.  في ظروف استثنائية، يمكن إدارته في أي مكان حول العالم، بما في ذلك داخل أي سفارة أمريكية.

## النص
نص قسم الولاء الحالي للولايات المتحدة هو كما يلي:
وفقًا للكونجرس الأمريكي، إذا كان المواطن المحتمل غير قادر أو غير راغب في التعهد بحمل السلاح أو أداء الخدمة العسكرية غير المقاتلة بسبب «التدريب والمعتقد الديني»، فيجوز له طلب استبعاده هذه البنود.

### التنازل عن القسم
يتم التنازل عن شرط أداء قسم الولاء للولايات المتحدة والاشتراك لمن هم دون سن 14 عامًا سنوات من العمر وقت التجنس. يجوز أيضًا التنازل عن هذا المطلب لأي شخص غير قادر على فهم أو توصيل فهم للقسم المذكور بسبب إعاقة جسدية أو ضعف عقلي.

## التاريخ
خلال الحرب الثورية، تم قسم الولاء لضباط الجيش القاري، وفقًا لقرار الكونغرس في 3 فبراير 1778. يظهر مثال أدناه.
نشأ قسم الولاء للمواطنين المحتملين مع قانون التجنس لعام 1790، والذي يتطلب من المتقدمين أداء قسم أو تأكيد «دعم دستور الولايات المتحدة»، لكنه لم يقدم نصًا. أضاف قانون التجنس لعام 1795 التخلي عن الحاكم السابق للمواطن الجديد إلى القسم. أضاف قانون التجنس لعام 1906 قسمًا من القسم يطالب المواطنين الجدد بالدفاع عن دستور وقوانين الولايات المتحدة الأمريكية ضد جميع الأعداء، الأجانب والمحليين؛ وتحمل الإيمان الحقيقي والولاء لنفسه.
حصل القسم على نص قياسي في عام 1929. قبل ذلك، تم تعديل القسم المنطوق من قانون التجنيس، وكان بإمكان كل محكمة تطوير إجراءاتها الخاصة لإدارة القسم.
أضاف قانون الأمن الداخلي لعام 1950 نصًا حول حمل السلاح وأداء الخدمة غير المقاتلة في القوات المسلحة للولايات المتحدة. تمت إضافة القسم الخاص بأداء أعمال ذات أهمية وطنية تحت إشراف مدني بموجب قانون الهجرة والجنسية لعام 1952 .

## حوادث وخلافات
في قضية الولايات المتحدة ضد. شويمر (1929)، أيدت المحكمة العليا الأمريكية إنكار الجنسية لمقدم طلب أعلن عدم استعداده «لحمل السلاح شخصيًا» للدفاع عن الولايات المتحدة. كتبت المدعية، المجرية المولد، روزيكا شويمر، أنها كانت «مناصرة للسلام بلا هوادة» مع «ليس لديها شعور بالقومية، فقط وعي كوني بالانتماء إلى الأسرة البشرية». وجدت المحكمة أن الأشخاص الذين يتبنون مثل هذه الآراء «معرضون لأن يكونوا غير قادرين على الارتباط بمبادئ دستورنا والالتزام بها» المطلوبة للتجنس.
قدم الكاتب الإنجليزي ألدوس هكسلي، مؤلف كتاب Brave New World ، طلبًا للحصول على الجنسية الأمريكية عام 1953 بعد أن عاش في الولايات المتحدة لمدة أربعة عشر عامًا. عندما سئل عما إذا كان سيحمل السلاح ويؤدي الخدمة العسكرية غير المقاتلة كما هو مطلوب في القسم، أجاب هكسلي بالنفي وتم استدعاؤه للمثول أمام قاض. أوضح هكسلي أن اعتراضه استند إلى قناعات فلسفية حول شر الحرب بدلاً من المعتقدات الدينية. أجل القاضي الإجراءات وأرجأ اتخاذ قرار بشأن طلب هكسلي من أجل إبلاغ واشنطن. لم يحصل هكسلي على الجنسية الأمريكية.
في قضية عام 1968 في قضية فايتسمان ، نظرت محكمة محلية في الولايات المتحدة في التماس التجنس المقدم من بريندا ويتسمان، وهي أم لطفلين من جنوب إفريقيا تبلغ من العمر 25 عامًا وغير مؤمنة متدينة رفضت أداء القسم الذي يطلب منها للخدمة في القوات المسلحة. وأعربت عن «اعتراضها التام على الحرب وحمل السلاح» (الاستنكاف الضميري)، حيث «لا ترفض حرب بعينها، بل ترفض كل عمليات القتل». ورفضت المحكمة التماسها، التي وجدت أن موقفها «قائم على قانون أخلاقي شخصي وليس على معتقد ديني» وأنها لا تعترف بأي شيء «يرقى إلى الإله أو أحد الأسمى».
السابقة التي تم الاعتماد عليها كانت الولايات المتحدة ضد. سيجر (1965). ومع ذلك، في Welsh v. الولايات المتحدة (1970)،  المحكمة العليا، بعد أن لاحظت الحالة الواقعية المماثلة والتي تسيطر عليها الولايات المتحدة ضد. قرر Seeger ، فيما يتعلق بالحكم الوارد في قانون التدريب والخدمة العسكرية الشامل الذي يعفي من الخدمة العسكرية الذين يعارضون الحرب بضمير بسبب «التدريب والمعتقد الدينيين»، أن القانون: